# Шикурин, Дмитрий Валерьевич
Дми́трий Вале́рьевич Шику́рин (1 января 1987; Красногорск, Московская область, СССР) — российский футболист, полузащитник.

## Карьера
Воспитанник московского «Спартака». В 2006 году играл в «Жальгирисе». Потом провёл два года в любительских клубах — мытищинской «Фортуне» и подольском «Авангарде». 2009 год провёл сезон в клубе «Локомотив-2». В 2010 году был игроком вологодского «Динамо». В 2011 году вернулся в «Локомотив-2». В 2012 году перешёл в саратовский «Сокол». 4 мая 2012 года покинул клуб. 25 января 2013 года подписал контракт с тверской «Волгой». 30 июня 2013 года стал игроком «Химок».
Бронзовый призер AFL чемпионата России 8х8.